# Мултивселена
Мултивселена (също така мегавселена; multiverse) е хипотетичното множество от всички възможни паралелни вселени (включително и нашата), които взети заедно, съдържат всичко, което съществува – пространство, време, всички форми на материя, енергия, импулс и физичните закони и константи, които са в сила в тях.
В съвременната физика, както и в дискусии навлизащи в методологията и филосфията ѝ, идеята е дискусионна. Както отбелязва космологът Джордж Елис, с нея "почти всичко може да бъде обяснено и нищо специфично не може съответно да бъде предсказано – всяко наблюдение може да се съгласува с някакъв вариант мултивселена.

## Етимология на думата
Думата е съставена от латинската дума multi, която означава „много“, и българската (от славянски произход) вселена, която означава „вместилище на всичко“. В повечето европейски езици се ползва неологизма „мултиверс“ („multiverse“): той е образуван по аналогия с класическото „универсум“, от латинското „едно“ и „превръщам“, заменяйки „едно“ с „много“. За първи път терминът е използван в един по-друг смисъл от Уилям Джеймс, американски философ и психолог, през 1895 година и след това популяризиран от писателя фантаст Майкъл Муркок.

## Описания
Вместо „мултивселена“ могат да се използват термините „алтернативни“ вселени, светове или реалности, „паралелни“ вселени или светове. Идеята добива популярност в различни области на теоретичната физика и съответно бива интерпретирана различно. Брайън Грийн изброява 9 области в които се позовават на множествените вселени:
- 1. Обекти съществуващи отвъд релативисткия хоризонт
- 2. Хаотична космическа инфлация (Vilenkin 1983; Linde 1983, 1990; Guth 2001)
- 3. Съвкупност („релеф“) от струни за различните варианти на теория на струните
- 4. Многомерни обекти („брани“) от М-теорията
- 5. Холографски проекции
- 6. Циклично възникващи вселени (Smolin 1997; Steinhardt and Turok 2002; Penrose 2010)
- 7. Квантови разклонения в теорията на Еверет
- 8. Дискретна и дигитална физика (Конрад Цузе, Юрген Шмидхубер, Стефан Волфрам)
- 9. Всевъзможни непротиворечиви физики (Sciama 1993; Lewis; Тегмарк)

Космологът Макс Тегмарк изказва предположение, че на всеки математически непротиворечив набор от физични закони съответства независима, но реално съществуваща вселена. Макар че това предположение не може да се подложи на експериментална проверка, то би предлагало отговор на въпроса защо наблюдаваните физични закони и физични константи са именно това, което са.
Според неговата таксономия съществуват 4 нива, които включват ненаблюдавани части от непосредствения свят, недостижими области, квантовите им разклонения и съответната математика. Така, всяко следващо ниво предполага предишните и гради върху тях.